# Беркентин
Беркентин (нем. Berkenthin) — община в Германии, в земле Шлезвиг-Гольштейн.
Входит в состав района Герцогство Лауэнбург. Подчиняется управлению Беркентин. Население составляет 2049 человек (на 31 декабря 2010 года). Занимает площадь 10,22 км².